# Rio Caldo
Rio Caldo ist eine Gemeinde im Norden Portugals. Die Gemeinde ist nach dem gleichnamigen kleinen Fluss benannt, der hier in den Rio Cávado mündet.

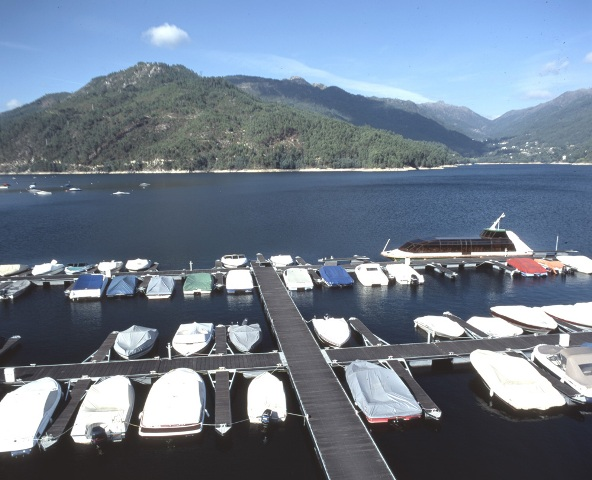
Boote bei Rio Caldo

Rio Caldo gehört zum Kreis Terras de Bouro im Distrikt Braga, besitzt eine Fläche von 14,0 km² und hat 770 Einwohner (Stand 19. April 2021).
Bekannt ist das Heiligtum São Bento da Porta Aberta mit der Basilika St. Benedikt der offenen Tür.